# A Tarde É Sua (programa de televisão)
A Tarde É Sua foi um talk-show apresentado por Fátima Lopes e transmitido em direto na TVI, de segunda a sexta-feira.

## História
Este é um programa marcado por conversas, momentos marcados pelo drama e emoção, dando a conhecer novos protagonistas da sociedade portuguesa. Numa emissão acalentadora, fica garantido o tom animado e vivo dos bons momentos partilhados entre todos.
Os temas centram-se em todas as áreas da sociedade: a família, os afectos e a saúde, famosos, frivolidades. Moda e as grandes polémicas da actualidade também fazem parte dos conteúdos do programa.
Este programa veio substituir o também programa As Tardes da Júlia, transmitido no mesmo horário e apresentado por Júlia Pinheiro.
Desde a sua estreia em 2011, que o programa sofreu três alterações a nível do cenário, sendo que, esta última, feita em janeiro de 2019 foi a mais radical, incluindo também uma mudança a nível dos conteúdos.
Com a entrada em 2020, nova década, o programa ganha novamente uma mudança no estúdio que agora se assemelha a uma sala de estar com mobília onde existem fotografias da apresentadora e no logótipo que volta aos tons de vermelho aquando da estreia.
Em janeiro de 2021, o programa, que durou 9 anos, foi substituído por o Goucha, um novo talk-show, apresentado por Manuel Luís Goucha.

## Rubricas
Cabaz Surpresa: esta rubrica é apresentada às terças ou quintas e ocupa a terceira parte do programa. Ao longo dessa hora, Fátima Lopes recebe no programa, uma figura pública que é desafiada a cozinhar, num determinado período de tempo, com certos ingredientes que estão dentro do cabaz. 
Mudança de Sonho: esta rubrica é apresentada às quartas e ocupa a terceira parte do programa. Ao longo dessa hora, Fátima Lopes, juntamente com o Dr. João Espírito Santo, mudam a vida de uma pessoa por semana,  proporcionando-lhe uma nova vida.
Máquina da Verdade: esta rubrica é apresentada às sextas e ocupa a terceira parte do programa. Ao longo dessa hora, Fátima Lopes apresenta a história de um concorrente, através de peças, que submeterá-se ao detector de mentiras. Após as peças e a conversa entre o concorrente e o apresentador, este responde a um determinado número de perguntas e, depois, prova ou não prova a sua inocência. 
Joaquim Letria, todas as segundas-feiras durante a 2.ª parte do programa, durante 3 anos, tinha um espaço de comentário semanal, sobre a atualidade, rubrica essa que viria a terminar em janeiro de 2019, depois da mudança de cenário e conteúdos do programa.
Também às segundas-feiras, durante 1 ano, logo a abrir o programa havia a rubrica "O Meu Bebé", onde todas as semanas 4 mulheres iam mostrar ao programa os seus filhos e contar como as suas vidas mudaram, desde que se tornaram mães.
Às sextas-feiras, o advogado Pedro Proença, tinha um espaço de comentário semanal, sobre temas da atualidade.
FBI - Fontes Bem Informadas, uma rubrica da autoria de Flávio Furtado, Liliana Aguiar e António Leal e Silva na qual todas as sextas-feiras comentavam situações da atualidade.
O Resto é Conversa: rubrica apresentada por Fernanda Serrano onde todos os dias, na última parte do programa contou com a presença de três comentadores assíduos, Sílvia Rizzo, Helena Sacadura Cabral e Carlos Moura e ainda com um comentador distinto a cada programa.
Portugal Visto do Céu: rubrica exibida às quintas-feiras, foi da autoria da apresentadora Isabel Silva e teve como objetivo descobrir a terra que viu nascer várias figuras públicas.
Tortas e Travessas: uma rubrica da autoria do pasteleiro Marco Costa onde neste espaço deu a conhecer ao público uma receita nova de doçaria e os seus respectivos truques, todas as segundas-feiras no final do programa.

## Passatempo
O passatempo inicial deste programa chamava-se Estrelas da Tarde. No dia 29 de junho de 2015, chegou um novo passatempo intitulado de Dobradinha, que substitui o passatempo inicial. De seguida veio o passatempo A Bomba.
A partir de 2 de janeiro de 2019 com o cenário novo, vem também um novo passatempo intitulado de Ora Acerta.

## Apresentadores
| Apresentadora | Ano         |
| ------------- | ----------- |
| Fátima Lopes  | 2011 - 2020 |

| Apresentadores substitutos | Ano         |
| -------------------------- | ----------- |
| Maria Botelho Moniz        | 2020        |
| Mónica Jardim              | 2020        |
| Fernanda Serrano           | 2019        |
| Leonor Poeiras             | 2018 - 2020 |
| Ana Sofia Martins          | 2017 - 2019 |
| Manuel Luís Goucha         | 2015 - 2019 |
| Iva Domingues              | 2015 - 2018 |
| Cristina Ferreira          | 2011 - 2016 |

## Audiências (2011 a 2015)
| Média | Média     | Episódios exibidos | Espetadores | Share |
| ----- | --------- | ------------------ | ----------- | ----- |
| 2011  | Janeiro   | 21                 | 3,5%        | 31%   |
| 2012  | —         | -                  | —           | —     |
| 2013  | —         | -                  | —           | —     |
| 2014  | Janeiro   | -                  | 541.000     | 24,3% |
| 2014  | Fevereiro | -                  | —           | —     |
| 2014  | Março     | -                  | 437.000     | 23,3% |
| 2014  | Abril     | -                  | 416.000     | 21,7% |
| 2014  | Maio      | -                  | —           | 22,6% |
| 2014  | Junho     | -                  | 388.000     | 19,7% |
| 2014  | Julho     | -                  | 377.000     | 19,5% |
| 2014  | Agosto    | -                  | —           | 19,5% |
| 2014  | Setembro  | -                  | 350.000     | 19,9% |
| 2014  | Outubro   | -                  | 378.000     | 21%   |
| 2014  | Novembro  | -                  | 460.000     | 21,3% |
| 2014  | Dezembro  | -                  | —           | —     |
| 2015  | Janeiro   | -                  | 471.000     | 20,5% |
| 2015  | Fevereiro | -                  | 424.000     | 20,1% |
| 2015  | Março     | 22                 |             | 19,7% |
| 2015  | Abril     |                    |             | 19,3% |
| 2015  | Maio      |                    |             | 19,0% |
| 2015  | Junho     |                    |             | 18,4% |
| 2015  | Julho     |                    |             | 17,6% |
| 2015  | Agosto    |                    |             | 16,7% |
| 2015  | Setembro  |                    |             | 16,5% |
| 2015  |           |                    |             |       |